# Criogenia

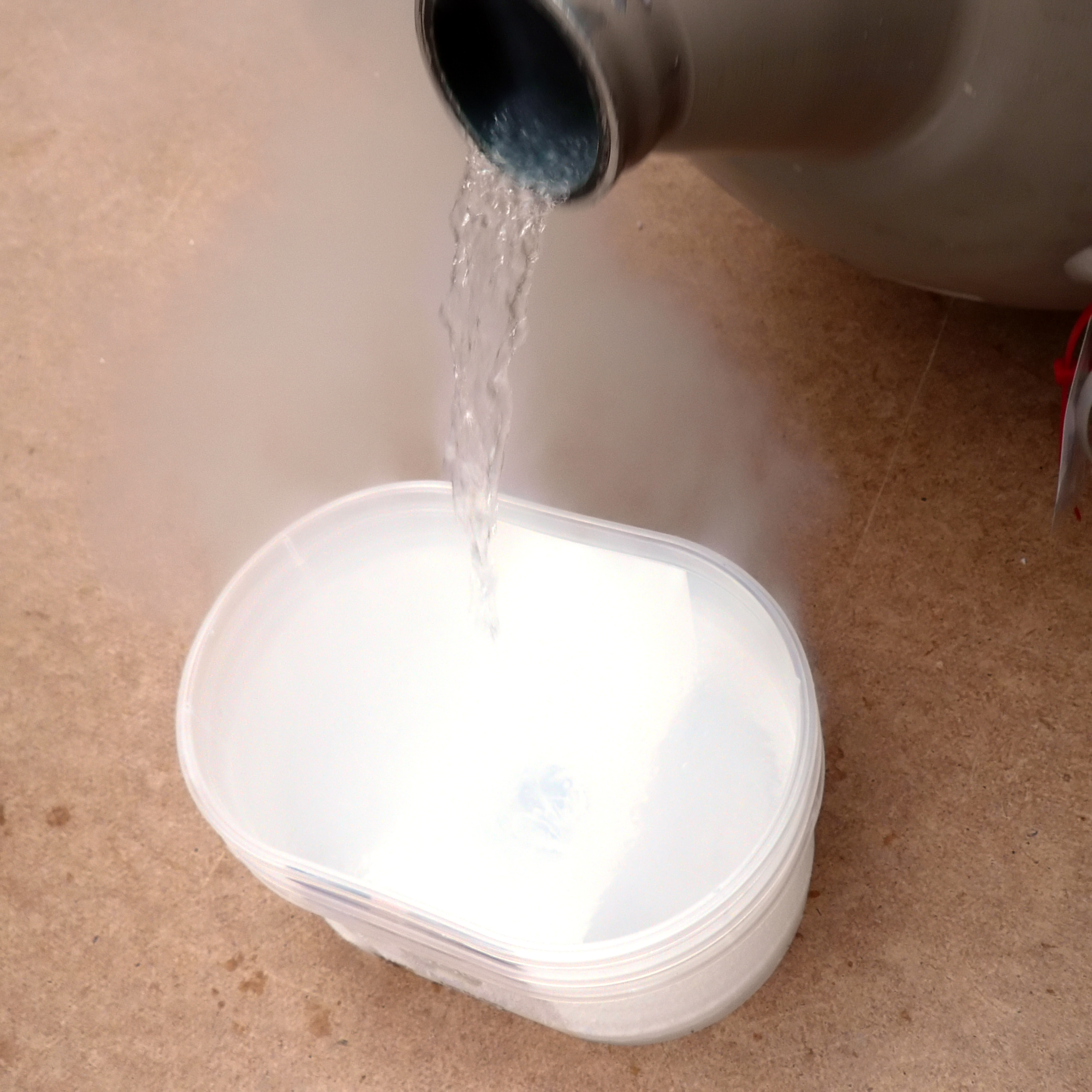
Nitrogénio líquido

A criogenia é uma área do conhecimento científico e tecnológico cujas atividades são desenvolvidas em torno dos fenômenos que ocorrem em temperaturas muito baixas; assim como desenvolvimento de meios, processos e equipamentos para se atingir tais temperaturas usualmente inferiores a -150 °C. Pode ser desmembrada em diversas especialidades presentes principalmente na física, química, biologia, engenharia aeroespacial e ciências da saúde.
A criogenia não deve ser confundida com o ramo exploratório e controverso da criônica, no qual busca-se a reanimação celular de seres humanos mortos e congelados. Trata-se de procedimentos não endossados pela Sociedade de Criogenia da América.

## Etimologia
A palavra criogenia resulta da junção do antepositivo de origem grega kryos, eos-ous (crio) "frio" com o pospositivo génos,eos-ous (genia) "relacionado a produção ou origem".

## História
A criogenia é fruto da evolução e avanços de técnicas, práticas e conhecimentos relativos à termodinâmica principalmente no que tange os ciclos de refrigeração e avanços de materiais isolantes térmicos e máquinas de refrigeração em tentativas laboratoriais de liquefação de gases.
James Dewar inventou em 1892 o frasco que possibilitou armazenar líquidos criogênicos por períodos mais longos reduzindo o processo de ebulição dos mesmos em temperatura ambiente. Atualmente o princípio do frasco de Dewar pode ser comumente observado atualmente em garrafas térmicas.[carece de fontes?]

## Ramos e aplicações
Engenharia criogênicaRamo da engenharia especializado em equipamentos, métodos, processos e comportamento de materiais em temperaturas criogênicas. Tem sua atuação presente na indústria de equipamentos médicos, gases liquefeitos, supercondutividade, aeronaves e equipamentos de uso aeroespacial assim como na pesquisa aplicada como projeto, construção de aceleradores de partículas.[carece de fontes?]
CriobiologiaEstudo do comportamento celular de organismos vivos submetidos a condições de temperaturas extremamente baixas. É comum a utilização do nitrogênio líquido (ebulição em -196,15 °C) assim também de freezers de ultrabaixas temperaturas (ULT Frezzers) para armazenamento de material biológicos.
CriocirurgiaRamo da medicina que aplica temperaturas muito baixas (abaixo de -196 °C) para destruir tecido maligno, por exemplo, células cancerosas.[carece de fontes?]
CriopreservaçãoTecnologia através da qual células, tecidos ou embriões são preservados pelo arrefecimento a temperaturas abaixo do ponto de congelação da água. Envolve o trabalho em congelar células vivas em temperaturas abaixo de -70 °C para posterior descongelamento e restabelecimento das atividades metabólicas comuns. Processo muito utilizado no transporte de material biológico para fecundação (embriões e sêmen). Com o tratamento utilizando células troncos, diversas mães iniciaram o processo de congelar cálculos do cordão umbilical do filho para eventual uso futuro. Ainda há o interessante estoque criogênico da diversidade biológica natural por intermédios de zoológicos congelados ou banco de espécies.